# CARTO
CARTO (anteriormente CartoDB) es una plataforma Software como Servicio (SaaS) de computación en nube que proporciona herramientas SIG y de mapeo web para visualizar en un navegador de web. La compañía está orientada como plataforma de Inteligencia de Localización dado que dispone de herramientas con capacidad para el análisis y visualización de datos y que no requiere experiencia previa en el desarrollo SIG.

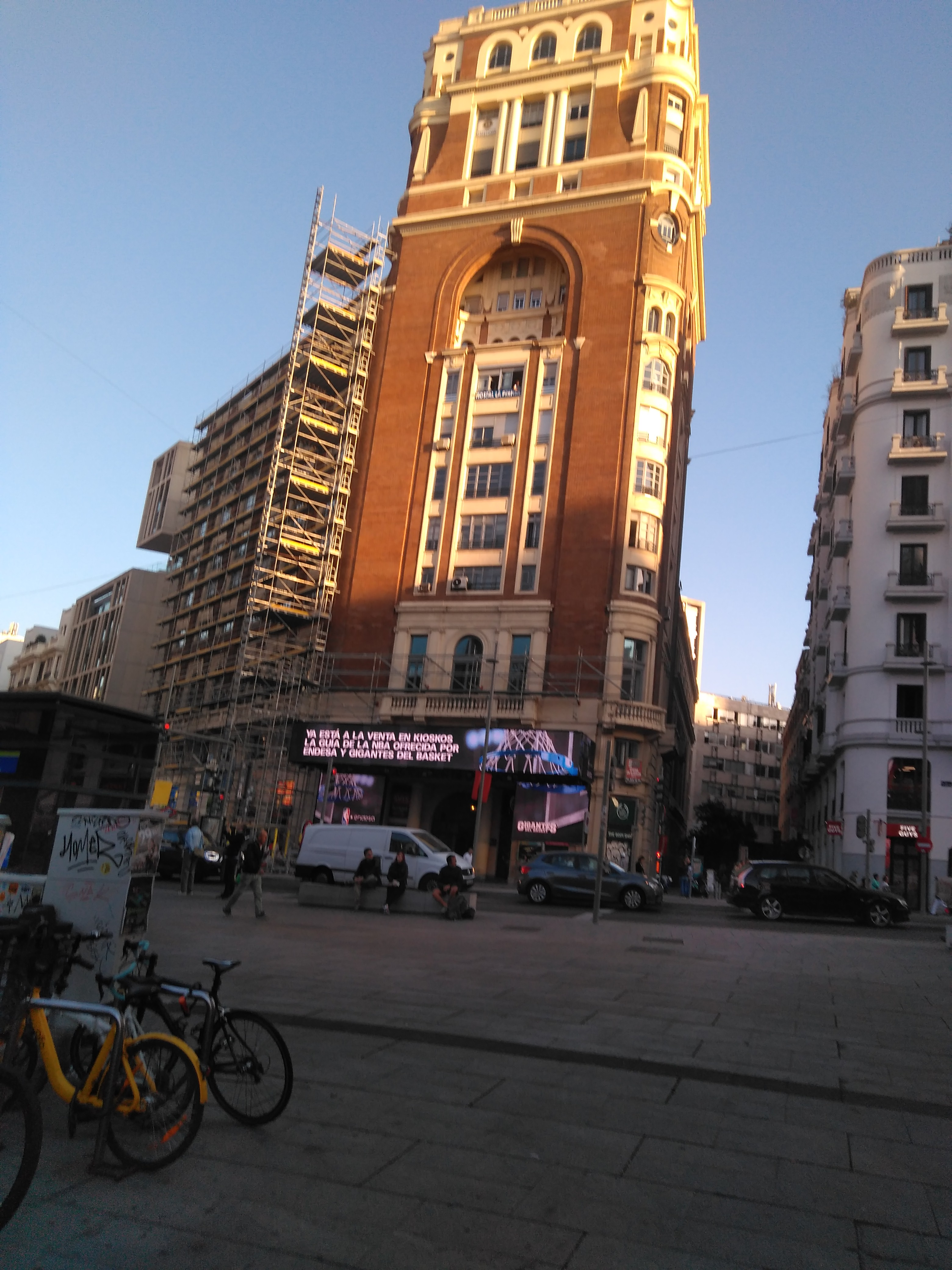
Sede en Madrid

Los usuarios de CARTO pueden utilizar la plataforma libre de la compañía o desplegar su propia instancia del software de código abierto. CARTO se ofrece como un servicio freemium, donde se puede crear cuentas libres para su con un límite de tamaño. Para cuentas más grandes hay un coste que incluye características avanzadas. La beta de CARTO se presentó en la conferencia de software libre geoespacial FOSS4G en Denver en septiembre de 2011, y oficialmente se liberó en  en el Where2.0 de abril 2012.
Desde entonces 2014, CARTO es una compañía independiente de Vizzuality. La start-up española consiguió 7 millones de dólares aportados por un consorcio de inversores en septiembre de 2014. En septiembre de 2015, CARTO recibió 23 millones de dólares más de financiación.En diciembre de 2021, CARTO recibió 61 millones de dólares más de financiación de socios como Insight Partners y Accel Partners.

## Tecnología
CARTO es un software de código abierto construido sobre PostGIS y PostgreSQL. Utiliza herramientas Javascript en el front-end de aplicaciones web, Node.js en el back-end basado APIs, y bibliotecas de clientes. Ofrece dos propuestas principales:

### CARTO Builder
Es la aplicación web donde los usuarios pueden gestionar datos, realizar análisis en el lado del usuario y diseñar mapas personalizados. CARTO Builder está enfocado a usuarios no desarrolladores y a principiantes que tengan acceso a herramientas geoespaciales avanzadas. En CARTO Builder los usuarios avanzados también pueden acceder una interfaz de web donde utilizar el lenguaje SQL para manipular los datos y trabajar también con CartoCSS, un lenguaje de marcado para la definición de semiología cartográfica, similar a CSS en el diseño web.

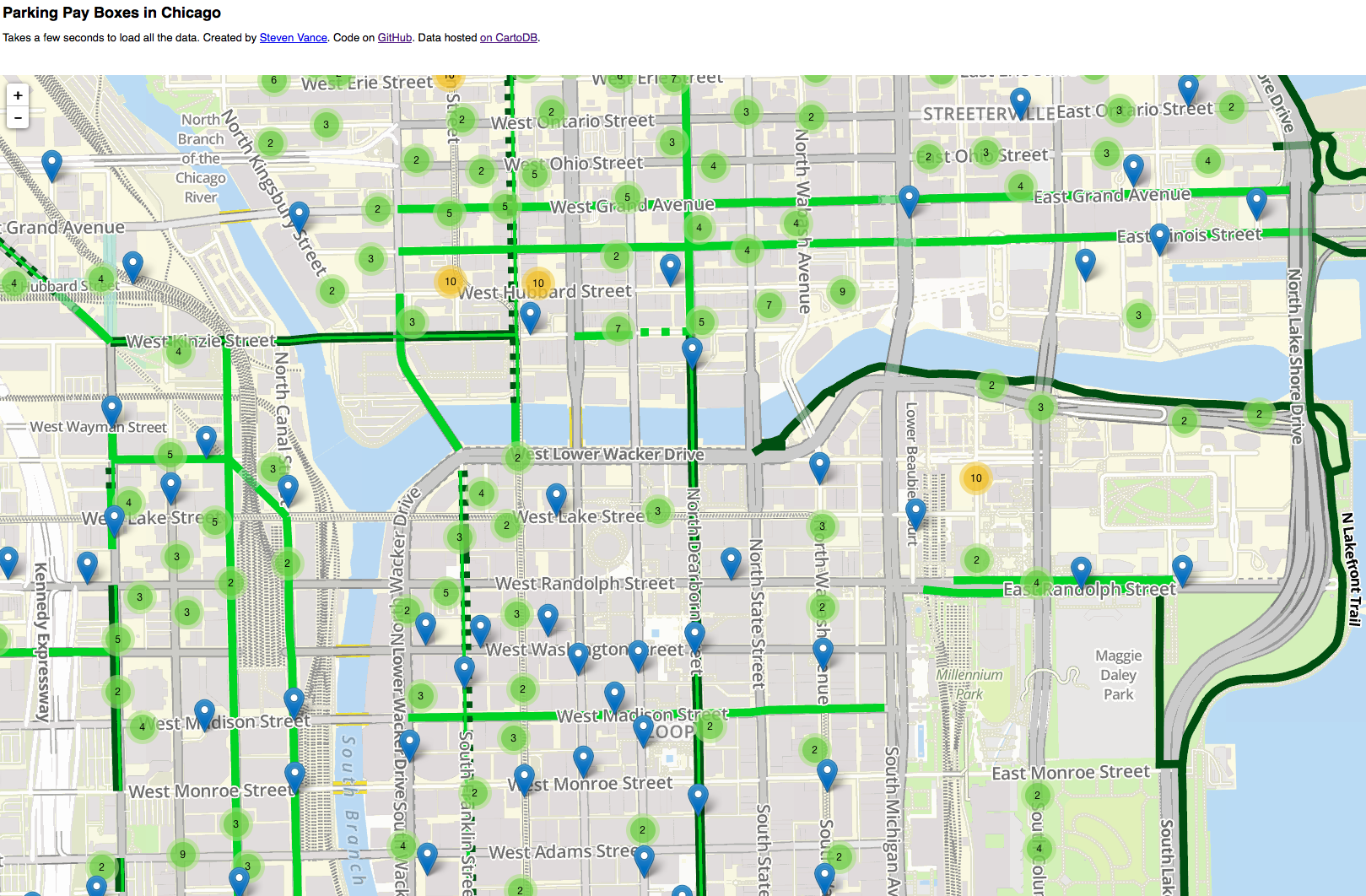
Mapa realizado con CARTO donde se muestra la localización de los parquímetros en Chicago.

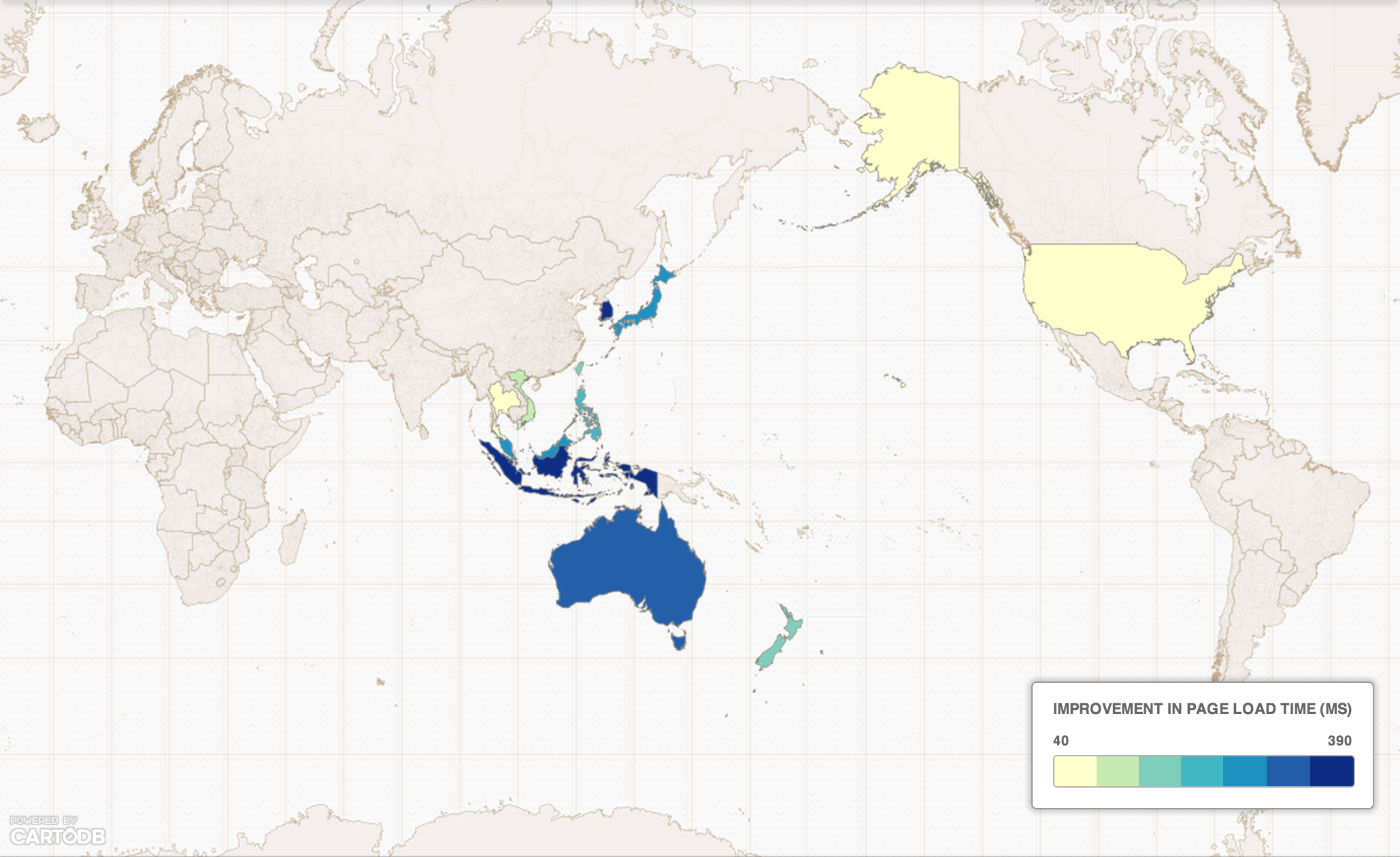
Visualización de un mapa en CARTO con el tiempo de carga de página para Wikipedia

### CARTO Engine
La segunda propuesta es CARTO Engine, un conjunto de API y bibliotecas para desarrolladores que facilitan construir interfaces de mapas personalizados y visualizaciones de los datos.

#### APIs
- Maps API actúa como un servicio de teselado dinámico, que crea las teselas nuevas a partir de peticiones del cliente. Esto facilita a los usuarios diseñar mapas en las aplicaciones web utilizando estilos y datos personalizados.

- SQL API, donde con declaraciones SQL soportadas por PostgreSQL podemos obtener datos de la base de datos. SQL API puede ofrecer los datos en varios formatos, incluyendo Shapefile, GeoJSON, y CSV.

- El Data Service API ofrece la posibilidad de construir funcionalidades más avanzadas como son ruteo, geocodificación, y mapas base vectoriales

#### Librerías de Javascript
Finalmente esta la librería Carto.js, la cual puede envolver las API en completas  visualizaciones o integrar los datos en otras aplicaciones web.

## Cultura y comunidad

### Tipos de comunidades
CARTO tiene activas comunidades de usuario con una amplia gama de intereses: desde desarrolladores a activistas o científicos que buscan en CARTO solucionar multitud de problemas diferentes. Debido a la baja barrera de entrada para los usuarios, muchas comunidades han adoptado CARTO como tecnología principal para trabajar con datos espaciales y crear mapas.
La comunidad de desarrolladores de CARTO consta tanto de usuarios con software hospedado como personas que despliegan sus propias instancias de software de código abierto. La comunidad utiliza principalmente un foro llamado cartodb y el canal IRC #carto en freenode. Muchos miembros de la comunidad también se reúnen en las conferencias anuales FOSS4G y FOSS4G-NA.
Además de las comunidades de usuario independientes, muchas empresas y organizaciones han adoptado el servicio SaaS o la plataforma de código abierto para sus propias necesidades. En estos grupos se incluyen, por ejemplo, NASA, Nokia, Google Trends, Deloitte, BCG, Nueva York City, Wall Street Journal, BBVA o Twitter